# Made in Italy (album Luciano Ligabue)
| Recensione | Giudizio |
| ---------- | -------- |
| Rockol     |          |

Made in Italy è l'undicesimo album in studio del cantautore italiano Luciano Ligabue, pubblicato il 18 novembre 2016 dalla Zoo Aperto.

## Descrizione
Anticipato a settembre dal singolo G come giungla, si tratta del primo concept album nella carriera dell'artista, il quale ha spiegato in un'intervista concessa al Corriere della Sera che l'album è «una dichiarazione d'amore frustrata verso questo Paese raccontata attraverso la storia di un personaggio».
Come raccontato dallo stesso autore in un'intervista, l'album narra la storia di Riko, un uomo che si trova in un momento della propria vita in cui non tutte le cose vanno bene, ma con il proseguire dell'album si scopre come riesca a riprendere in mano la propria vita. L'11 novembre esce il secondo estratto Made in Italy, mentre il 20 gennaio 2017 esce il terzo estratto È venerdì, non mi rompete i coglioni.

## Film
Il 12 giugno 2017 Ligabue ha annunciato attraverso la propria pagina Facebook l'inizio delle riprese del relativo film omonimo, da lui diretto. Le riprese si sono svolte tra Correggio, Reggio nell'Emilia, Novellara, Roma e Francoforte sul Meno per una durata di sette settimane. Il film è prodotto da Fandango e distribuito dalla Medusa film.

## Tracce
Testi e musiche di Luciano Ligabue.
1. La vita facile – 4:45
2. Mi chiamano tutti Riko – 3:59
3. È venerdì, non mi rompete i coglioni – 3:56
4. Vittime e complici – 3:36
5. Meno male – 2:02
6. G come giungla – 3:55
7. Ho fatto in tempo ad avere un futuro (che non fosse soltanto per me) – 4:32
8. L'occhio del ciclone – 4:36
9. Quasi uscito – 1:39
10. Dottoressa – 3:13
11. I miei quindici minuti – 4:02
12. Apperò – 1:24
13. Made in Italy – 4:23
14. Un'altra realtà – 2:57

## Formazione
Musicisti
- Luciano Ligabue – voce, chitarra, arrangiamento
- Max Cottafavi – chitarra
- Federico Poggipollini – chitarra elettrica, cori
- Davide Pezzin – basso
- Luciano Luisi – tastiera, cori
- Michael Urbano – batteria, percussioni
- Massimo Greco – tromba, flicorno soprano
- Emiliano Vernizzi – sassofono tenore
- Corrado Terzi – sassofono baritono

Produzione
- Luciano Luisi – produzione, registrazione
- Claudio Maioli – produzione esecutiva
- Pino Pischetola – missaggio (eccetto traccia 14)
- Paolo Iafelice – missaggio (traccia 14)
- Antonio Baglio – mastering presso i Miami Mastering di Miami
- Stephen Marcussen – mastering presso i Marcussen Mastering di Los Angeles
- Paolo De Francesco – copertina
- Toni Thorimbert – fotografia

## Classifiche

### Classifiche settimanali
| Classifica (2016) | Posizione massima |
| ----------------- | ----------------- |
| Belgio (Vallonia) | 150               |
| Italia            | 1                 |
| Svizzera          | 14                |

### Classifiche di fine anno
| Classifica (2016) | Posizione |
| ----------------- | --------- |
| Italia            | 3         |
| Classifica (2017) | Posizione |
| Italia            | 25        |